# بیلی گاردل
بیلی گاردل (به انگلیسی: Billy Gardell) (زاده ۲۰ اوت ۱۹۶۹) بازیگر آمریکایی است.
از فیلم‌های معروف او می‌توان به بازی در شما، من و دوپری ، انتقام آنجلو اشاره کرد.